# (32595) 2001 QA150
2001 QA150 (asteroide 32595) é um asteroide da cintura principal. Possui uma excentricidade de 0.11890770 e uma inclinação de 7.60033º.
Este asteroide foi descoberto no dia 25 de agosto de 2001 por NEAT em Palomar.